# Oceanario di Lisbona
L'Oceanario di Lisbona è un acquario dedicato agli oceani che si trova nel Parque das Nações, la zona della capitale lusitana che ha ospitato l'Expo '98.
L'edificio è opera dell'architetto nordamericano Peter Chermayeff ed è situato sulle rive di una darsena. L'acquario è uno dei più grandi del mondo, è costato approssimativamente 60 milioni di dollari e ospita una grandissima quantità di specie marine, dai pesci agli uccelli ai mammiferi.
L'esibizione consta di una grande vasca centrale che ospita specie che vivono in pieno oceano (come squali e grandi tonni) e di quattro vasche laterali più piccole che invece mostrano fauna e flora dell'oceano Atlantico, del Pacifico, dell'Indiano e delle regioni antartiche. In passato questa organizzazione è stata spesso criticata da alcuni ricercatori perché pone in contatto specie che in natura non vivono assieme.
Una nuova ala del museo acquatico è stata realizzata nel 2011 su progetto dell'architetto portoghese Pedro Campos Costa.

## Dati principali
- Volume totale delle vasche (esibizione + ricerca): 8 milioni di litri
- Area totale dell'edificio: 30.000 {\displaystyle m^{2}}
- Numero annuale di visitatori: 930.000